# Касперская, Наталья Ивановна
Ната́лья Ива́новна Каспе́рская (род. 5 февраля 1966 года, Москва) — российский предприниматель в сфере информационных технологий, президент группы компаний InfoWatch, сооснователь и бывший генеральный директор компании «Лаборатория Касперского», общественный деятель, председатель правления Ассоциации разработчиков программных продуктов «Отечественный софт».
В 2013 году согласно рейтингу Forbes признана одной из богатейших женщин России, наиболее известных, авторитетных и влиятельных персон в российской ИТ-индустрии. В 2020 году по версии Forbes находилась на 17 позиции в топе богатейших женщин России с состоянием 270 млн долларов.

## Биография
Наталья Касперская (в девичестве Штуцер) родилась в Москве 2 мая 1966 года в семье инженеров, сотрудников «закрытых» оборонных НИИ. Её прапрадед Иван Иванович Штуцер, автор известного учебника географии.
Избиралась членом совета пионерской дружины школы, позже — членом районного пионерского штаба. В комсомольские годы — комсоргом. Параллельно с основной учёбой пять лет занималась баскетболом в детско-юношеской спортивной школе (ДЮСШ). Всерьёз намеревалась стать ветеринарным врачом, однако отказалась от этой мечты из-за проблем с изучением химии.
В восьмом классе была переведена родителями из обычной общеобразовательной в школу с физико-математическим уклоном при Московском авиационном институте (МАИ). По её окончании сдала вступительные экзамены в Московский государственный университет (МГУ) имени М. В. Ломоносова, но не поступила, недобрав полбалла по конкурсу. Позже с этими же оценками поступила в Московский институт электронного машиностроения (МИЭМ).
С 1984 по 1989 год — студентка Факультета прикладной математики МИЭМ. Тема её дипломной работы — «Математическая модель системы охлаждения ядерного реактора». Кроме того имеет степень бакалавра бизнеса Открытого университета Великобритании.
По распределению после института Наталья Касперская полгода проработала научным сотрудником в Центральном научно-конструкторском бюро (ЦНКБ) в Москве и ушла в декретный отпуск по рождению второго ребёнка. Свою карьеру в области информационных технологий Наталья начала строить лишь в 28 лет, устроившись в январе 1994 года на полставки с зарплатой в $50 в месяц продавцом аксессуаров и программного обеспечения в только что открытый магазин Научно-технического центра (НТЦ) КАМИ — компании, созданной бывшим преподавателем своего тогдашнего мужа Евгения Касперского из Высшей школы КГБ СССР.

### Kaspersky Lab.
С сентября 1994 года Наталья возглавляла отдел распространения антивируса AntiViral Toolkit Pro (AVP), над которым с 1991 года работала команда разработчиков Евгения Касперского. За два—три года ей удалось наладить основные каналы дистрибуции продукта, техническую поддержку, выйти на зарубежные рынки. Первоначальные продажи отдела ($100–200 в месяц в 1994 году) стали быстро расти. Через год их объём превысил $130 тыс., в 1996 году он составил более $600 тыс., ещё через год — более $1 млн. Доходы делились между командой и головной структурой пополам. К 1997 году будущим учредителям Kaspersky Lab. («Лаборатории Касперского») стало ясно, что необходимо выделяться в отдельный бизнес.
Наталья Касперская в июне 1997 года стала инициатором появления Kaspersky Lab., настояла на таком её названии и более 10 лет проработала генеральным директором этой компании. Изначальное распределение долей в «Лаборатории Касперского» было следующим: 50 % принадлежали Евгению, ещё по 20 % находились у двух его соратников-программистов Алексея Де-Мондерика и Вадима Богданова, доля Натальи — 10 %. С 1997 года продажи «Лаборатории» стали удваиваться ежегодно. В 2001 году оборот компании составил около $7 млн, в 2006 году — уже свыше $67 млн.
В августе 2007 года из-за произошедшего ранее развода и углублявшегося идейного раскола с Евгением Касперским Наталья была смещена им со своего поста и отстранена от основных управленческих функций, оставшись председателем созданного совета директоров «Лаборатории Касперского». Её окончательное расставание с некогда общим бизнесом произошло в 2011 году. За 2007—2011 годы «Лаборатория» полностью выкупила долю Натальи в этой компании (к 2007 году та составляла около 30 %).
Под руководством Натальи Касперской Kaspersky Lab. превратилась в одну из крупнейших антивирусных корпораций с сетью региональных офисов по всему миру. На момент смены руководства, в 2007-м, выручка «Лаборатории» составляла $126 млн. Её капитализация в 2011 году, когда Наталья вышла из совладельцев и покинула компанию, оценивалась в сумму более $1,3 млрд, а годовая выручка — в $700 млн. После смены руководства темпы роста последней заметно снизились: в 2009 году глобальная выручка Kaspersky Lab. выросла на 40 %, в 2011-м — на 13,7 %, в 2012-м — на 3 %, в 2013-м — на 6 %.

### InfoWatch
После покупки «Лабораторией Касперского» технологии «Антиспам», разработанной «Ашманов и партнёры», глава этой компании Игорь Ашманов подарил покупателям идею: он предложил использовать движок антиспама в обратном направлении — для защиты от утечек. За 2001—2002 годы специалисты «Лаборатории Касперского» разработали систему, позже ставшую известной под брендом InfoWatch Traffic Monitor Enterprise, — защиту корпоративных пользователей от внутренних угроз (DLP-систему). В декабре 2003 года для развития и распространения нового продукта была основана дочерняя компания InfoWatch.
С октября 2007 года Наталья Касперская является генеральным директором и владелицей контрольного пакета акций InfoWatch. Эта компания была частью её доли при разделе бизнеса с прежним мужем. Свои основные инвестиции Наталья Касперская направила в InfoWatch, в совместные с Игорем Ашмановым компании «Крибрум» и     «Наносемантика», а также в немецкую антивирусную компанию G Data Software AG.
Для стремительно растущей «Лаборатории Касперского» побочный продукт InfoWatch с неясными (на момент выделения) перспективами был обузой. Технологические решения и продуктовая линейка новой компании, в отличие от «Лаборатории», изначально ориентированы на крупные и средние корпорации (от 300 рабочих станций), а не на малый бизнес и розницу.

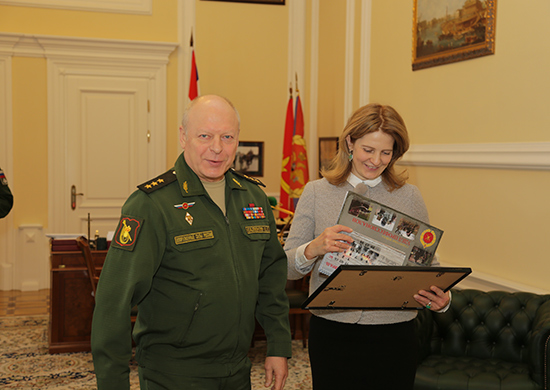
C Главкомом Сухопутных войск России Олегом Салюковым, 2018 год

Это потребовало принципиально иных навыков и подходов, где прежний управленческий опыт Натальи оказался не очень применим. Тем не менее, уже в 2012 году прежде убыточная компания InfoWatch впервые вышла в «плюс» и продолжила быстро, на 60—70 % в год, расти. По данным Forbes, выручка InfoWatch в 2014 году составила 831 млн рублей, опрошенные «Коммерсантом» независимые эксперты весной 2015 года оценивали этот бизнес в 40-50 млн долларов.
К середине 2020-х годов InfoWatch превратилась в группу компаний из нескольких дочерних предприятий, сгруппированных по двум направлениям — защита корпораций от внутренних угроз и от целевых атак извне. Она занимает около 50 % российского рынка систем защиты конфиденциальных данных (DLP-систем). Среди многолетних клиентов — российские госструктуры, а также «Сбербанк», «Билайн», «ЛУКойл», «Татнефть», «Сургутнефтегаз», «Сухой», Магнитогорский металлургический комбинат (ММК) и др., компания активно продвигает свой бизнес в Германии, на Ближнем Востоке, в странах Южной и Юго-Восточной Азии. Нынешние акционеры InfoWatch — Наталья Касперская и замгендиректора предприятия Рустем Хайретдинов.
Наталья Касперская выражала сожаление о том, что компания InfoWatch не вышла в свое время на рынок США.

### «Крибрум»
В 2010 году Натальей Касперской и Игорем Ашмановым была создана компания «Крибрум», предлагающую мониторинг и анализ социальных медиа. Эта  компания занимается разработкой сервиса мониторинга социальных медиа, предназначенного для управления репутацией в Интернете и обеспечения информационной безопасности. Входит в группу компаний InfoWatch.

### «Наносемантика»
В 2005 году совместно с Игорем Ашмановым основала компанию «Наносемантика», связанную с развитием онлайн-сервисов на основе прямого диалога компьютера и пользователя. Компания специализируется на технологиях искусственного интеллекта.

### Банковская деятельность
С 2017 года Касперской, через кипрские офшоры «Organat Financial Ltd.» и «Fiduciana Nominees Ltd.» , принадлежал российский Нэклис-Банк, лицензию у которого 10 января 2020 года  отозвал  Центробанк. В тот же день стало известно, что она приостанавливает членство в совете директоров банка «Открытие».

### «Экоферма полная котомка»
В начале 2023 года Наталья Касперская зарегистрировала в Серпухове, Московской области ООО «Экоферма полная котомка» - компанию по производству молока и молочной продукции.

## Семья
Со своим первым мужем Евгением Касперским Наталья познакомилась в доме отдыха в январе 1987 года, когда ей было 20 лет. Через полгода после этого они поженились. В 1989 году, находясь на пятом курсе института, Наталья Касперская родила первенца, Максима, а в 1991 году — своего второго сына Ивана. Супружеская пара развелась в 1998 году по инициативе Евгения, однако из-за общего стремительно растущего бизнеса была вынуждена ещё пару лет скрывать факт развода, чтобы не демотивировать сотрудников и рынок.
Игорь Ашманов, будущий второй муж, был представлен Наталье в 1996 году на IT-выставке CeBIT в Ганновере: стенды их компаний оказались по соседству. Год спустя, снова встретившись на той же выставке, они возобновили шапочное поначалу знакомство, начав активно общаться на профессиональные темы. Как вспоминает Касперская, года через два—три, уже после развода с Евгением, они начали встречаться, а в 2001 году вступили в брак.
В 2005 году у Игоря и Натальи родилась дочь Александра, в 2009 году — Мария, в 2012 году — Варвара. Сыновья Касперской окончили Московский государственный университет (МГУ) имени М. В. Ломоносова: Максим — географический факультет, Иван — факультет вычислительной математики и кибернетики.
В апреле 2011 года 20-летний сын Касперской Иван был похищен в московском районе Строгино по дороге на работу. Преступники отвезли юношу в одну из деревень Сергиево-Посадского района Подмосковья и по телефону потребовали от его родителей выкуп в 3 млн евро. Через пять дней Иван был освобождён в результате операции российских спецслужб, а пятеро похитителей (двое из которых рецидивисты) оказались задержаны, арестованы и, позже, приговорены к различным срокам лишения свободы (от 4,5 до 11 лет).

## Личное состояние
Первым личное состояние Натальи Касперской взялся оценить журнал «Финанс» в 2010 году — тогда оно, по мнению редакции этого закрытого в июле 2011 года делового издания, составляло $450 млн. Публикация вызвала публичную полемику: в эфире радиостанции «Финам FM» Касперская опровергла приведённые данные, охарактеризовав их как сильно завышенные, и усомнилась в адекватности методики подсчёта. Тем не менее, на следующий год «Финанс» пересмотрел свою оценку, увеличив её до $462 млн.
По мнению делового журнала Forbes, в марте 2013 года состояние Касперской составляло $220 млн. В 2014 году он же оценивал его в $230 млн, а в 2015-м — в $270 млн. С оценкой «Форбса» 2014 года в марте 2015-го согласилась и «Лента.ру». В июле 2015 года немецкий журнал Der Spiegel опубликовал результат своих подсчётов — €207 млн. В августе того же года стала известна версия женского журнала Cosmopolitan — $270 млн.
Как пишет «Шпигель», бо́льшая часть личного состояния Натальи Касперской — средства, вырученные от продажи активов. Сама Касперская в октябре 2015 года в ответ на вопрос, соответствуют ли результаты подсчётов «Форбс» реальности, указала, что принадлежащая ей компания непубличная, с априори неизвестной капитализацией, но «если InfoWatch оценить хорошо, то нормально насчитали».

## Общественная деятельность и увлечения

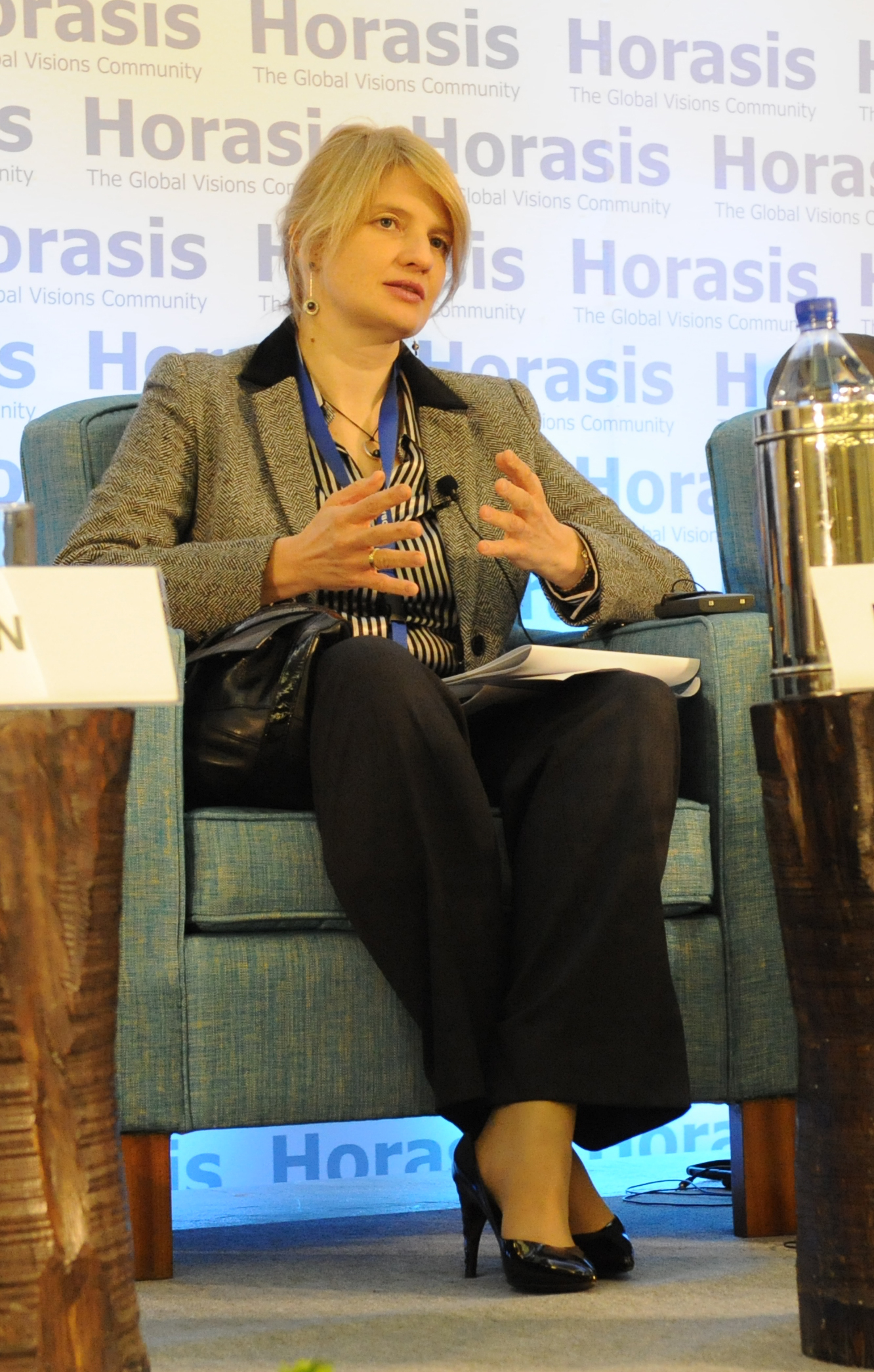
Наталья Касперская, 2011

Наталья Касперская является членом правления Российского союза промышленников и предпринимателей (РСПП), председателем правления Ассоциации разработчиков программных продуктов (АРПП) «Отечественный софт», соучредителем и членом общественной организации «Деловая Россия», входит в Экспертный совет по российскому программному обеспечению при Минкомсвязи России, грантовый комитет фонда «Сколково» и попечительский совет Сколковского института науки и технологий (Сколтеха), является членом Союза машиностроителей России, Ассоциации защиты информации (АЗИ) и Ассоциации экспертов информационной безопасности BISA.
С апреля 2008 по март 2012 года была членом правления Российско-германской внешнеторговой палаты. С 2009 по 2011 годы возглавляла рабочую группу по информационно-компьютерным технологиям в рамках федеральной целевой программы Минобрнауки России «Исследования и разработки по приоритетным направлениям развития научно-технологического комплекса России на 2014—2020 годы».
Ей нравилась общественная активность со школы. Она вспоминает о том, как пела в детском хоре, принимала участие в школьных спектаклях, концертах и пионерских агитбригадах, рисовала стенгазеты и сочиняла для них стихи. Кроме того, она занималась спортом — баскетболом, лыжами, плаванием, а также коллекционировала почтовые марки, значки и советские монеты.
В студенческие годы Наталья увлеклась театральной жизнью Москвы, знала репертуары основных молодёжных театров того времени: имени Моссовета, на Таганке, «Современника» — и порой ночевала в очередях за билетами на модные постановки. Кроме того, влияние на неё оказало движение КСП, она и сама в компаниях часто пела под гитару.
Позднее пришли увлечения батутом, горнолыжным спортом, путешествиями в компаниях друзей и детей, чтением профессиональной литературы. Своими любимыми книгами, повлиявшими на мировоззрение, Наталья Касперская называет «От хорошего к великому» и «Построенные навечно» американского бизнес-консультанта Джима Коллинза. Она свободно владеет английским и немецким языками, имеет связи в бизнес-среде Германии.
Касперская признаёт, что не умеет и не любит готовить пищу, хотя была вынуждена этим заниматься в декретном отпуске. Она не разбирается в марках одежды, не запоминает их и не тратит время на посещение магазинов, в том числе онлайн-шопинг, а просто покупает то, что понравилось и хорошо сидит. У Натальи нет пиетета перед брендами, поскольку она понимает, как эти бренды выстраиваются.
Аналогично негативно она относится к гаджетам и социальным сетям, поскольку понимает, что это способы слежки за человеком. Но вынуждена пользоваться подаренным Sony Xperia, а своё присутствие в соцсетях обеспечивает посредством пиар-службы, сама она туда заходит редко.
В январе 2020 года Касперская вошла в рабочую группу, которая занималась подготовкой предложений о внесении поправок в Конституцию.

## Санкции
3 июня 2025 года Касперская внесена в санкционный список Канады лиц, которые по данным «Фонда борьбы с коррупцией», поддерживали нападение на Украину, либо извлекали выгоду от войны. Ранее Фонд борьбы с коррупцией внёс Касперскую в список коррупционеров и разжигателей войны как ключевую фигуру в продвижении решений для государственного контроля за гражданами в Интернете и активный сторонник государственной цензуры в Интернете.

## Взгляды

### О предпринимательстве
Парадоксом предпринимательства Наталья Касперская называет ситуацию, при которой инвестиции труднее всего привлечь в самом начале бизнеса, когда они остро нужны. Чем успешнее дело развивается, тем благосклоннее становятся инвесторы. Со временем они принимаются бегать за владельцами такого бизнеса, но на этом этапе их деньги перестают требоваться — ведь в обмен потенциальный инвестор захочет долю в налаженном прибыльном деле. Со стартапами же разговор иной: поскольку перспективы неясны, в обмен на финансирование инвесторы потребуют от их владельцев контроль и примутся диктовать, что и как делать, чем могут загубить бизнес. Поэтому если у стартапера есть выбор, считает Наталья, внешних инвестиций ему лучше не привлекать вообще. Она уверена:

Получить деньги на хороших условиях можно только в том случае, если вы докажете, что деньги вам не нужны. Чем больше вам нужны деньги, тем хуже будут условия.

Касперская, однако, поясняет, что для инвестора-прагматика при покупке стартапа логичнее оставить у руля команду его создателей, нежели дополнительно рисковать, привлекая сторонний менеджмент на своё усмотрение. А для этого создателям нужен мощный стимул, лучший из которых — доля в родной компании. Наталья Касперская вспоминает, что выкупив 100 % одного из стартапов на этапе конфликта акционеров, позже подарила двум его топ-менеджерам по пакету акций обратно, чтобы те продолжали растить свой бизнес.

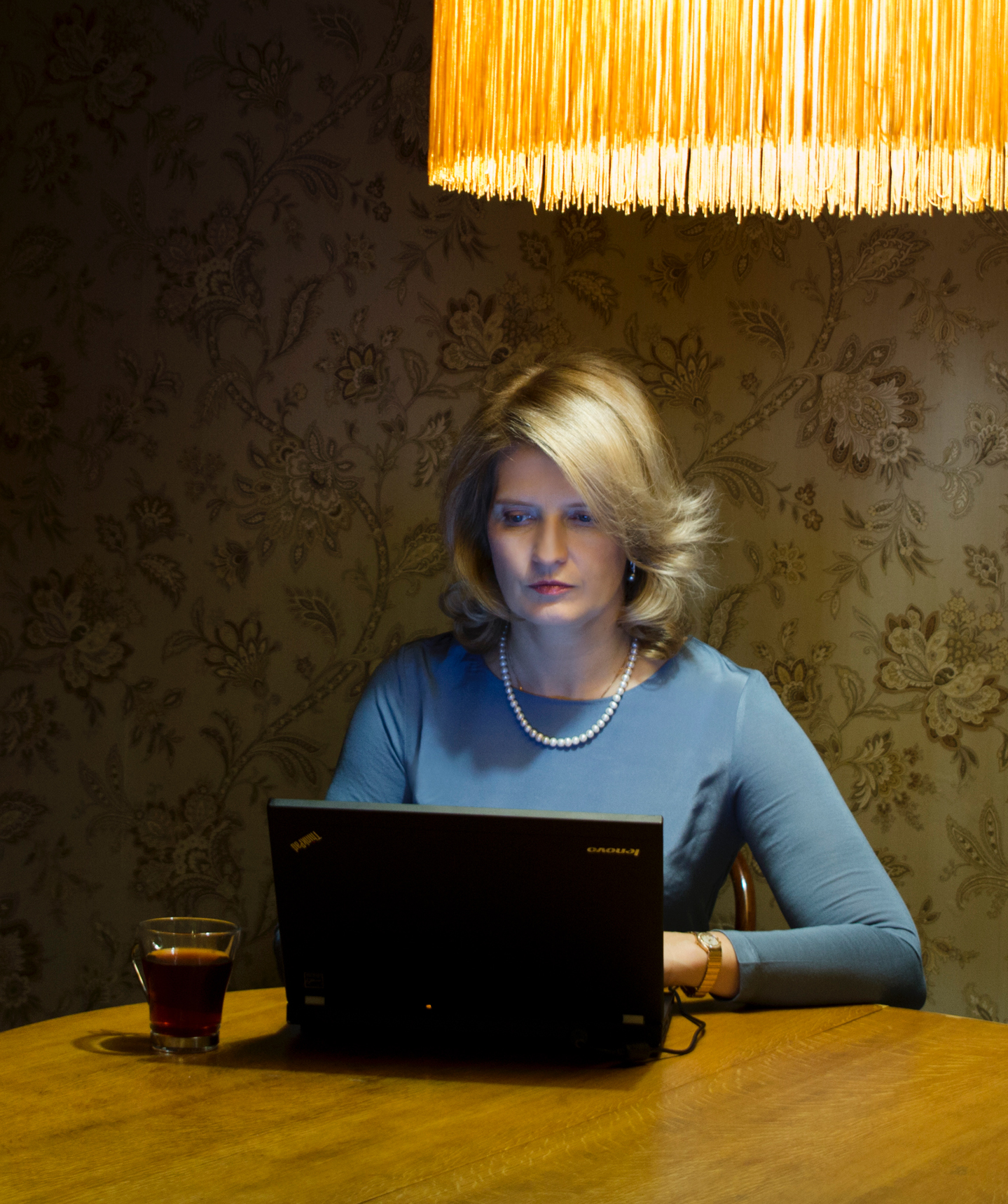
Наталья Касперская (2016)

### Об интернет-безопасности
Касперская считает, что хоть «чёрные списки» и блокировки запрещённых сайтов и являются полумерами, нуждающимися в совершенствовании, но ничего лучше пока не придумано. Тем не менее, фильтрация интернет-контента должна, по её мнению, применяться лишь в четвёртую очередь после профилактики — системной разъяснительной работы с родителями, обучения детей с дошкольного возраста пониманию основных интернет-угроз, а также законодательной деятельности и наказания нарушителей.
Помимо автоматического сбора, хранения и анализа массивов данных об активности граждан, их перемещениях, предпочтениях, связях друг с другом, покупках, переговорах, публичных и непубличных записях, фото и видео и др. существуют и способы выделения из общей массы индивидуального досье, указывает Наталья Касперская. Если выбранный объект является, например, чиновником, допущенным к гостайне, налицо угроза национальной безопасности, поскольку все перечисленные данные находятся в распоряжении американских компаний-производителей и, как следствие, спецслужб США. Высказывала опасения, что «если не остановить сбор персональных данных кем попало, нас ждут цифровые Фукусимы».
Но это не единственный риск, предполагаемый Касперской. По её мнению, доминируя на мировом рынке компьютерных технологий, США способны вводить эмбарго на использование любых своих устройств и программных продуктов — есть, например, техническая возможность удалённо выключить Windows на территории России одномоментно на всех компьютерах, разом выключить все смартфоны, прекратить техподдержку любых корпоративных систем, делая недоступным их обновление и блокируя. Наталья напоминает, что подобные случаи уже были — например, когда внедрённый спецслужбами компьютерный червь Stuxnet вывел из строя ядерную отрасль Ирана.
По мнению Натальи Касперской, вредоносное ПО может при этом находиться прямо в процессоре. Аналогичным способом иностранный производитель в состоянии устраивать инфраструктурные диверсии, целевые атаки, в том числе пропагандистского характера, что является оружием в информационной войне, в которой находится Россия. Пока США остаются де-факто монополистом в мировых продажах ведущего ПО и «железа», остальной мир (и, в частности, Россия) будут вынуждены мириться с перечисленными рисками, которые, считает Касперская, становятся непозволительны.
В 2021 году Наталья выступила простив создания единой биометрической базы данных и призывала россиян не сдавать биометрические данные, указывая на слабую защищённость такой информации и на риски использования биометрии при создании дипфейков.

### Об IT-импортозамещении
Наталья Касперская полагает, что России необходимо выработать национальную технологическую стратегию и IT-платформу, собственную независимую цепочку решений полного цикла в области информационных технологий, начиная от процессора и заканчивая программным обеспечением. Следует выделить приоритеты и понять, что замещать в первую очередь, что во вторую, определить само понятие кибербезопасности.
Она констатирует, что в области программного обеспечения позиции России уже сегодня достаточно сильны — имеется большое количество продуктов, способных заменить иностранные. Объём IT-экспорта из России в 2015 году, по данным Минкомсвязи, составил $7 млрд (для сравнения: экспорт российского вооружения за тот же год — около $15 млрд). Порядка 70 российских компаний работают в сфере информационной безопасности, этого достаточно. Главное, чего остро недостаёт отрасли, как полагает Наталья, — не субсидирования разработчиков, а стимулирования спроса. Самый очевидный способ его создать — обязать государственные компании или компании с госучастием покупать отечественное (необходимо дать преимущество программным продуктам из реестра российского программного обеспечения перед иностранным ПО на госзакупках).
Идеи ограничить IT-импортозамещение только программным обеспечением Наталья Каперская не разделяет: те же мобильные устройства представляют собой, по сути, нераздельный симбиоз hard & soft. В области «железа» Россия пока отстаёт (отсутствует элементная база, собственный процессор, основные функциональные узлы), но всё это, кроме собственно процессора, уже развито в КНР — а с софтом, по мнению Натальи Касперской, там как раз хуже, чем в России. Синергия между двумя державами обеспечила бы цифровой суверенитет обеим. Процессор же придётся делать свой и делиться им с китайцами.
Для сохранения цифрового суверенитета России в сфере информационных технологий необходимо, по мнению Натальи Касперской, создание национального проекта.
Касперская предлагала компании «Ростех» активнее сотрудничать с российскими разработчиками программного обеспечения, добавив, что «софт мы писать умеем на хорошем уровне, не хуже, чем делаем самолёты».
В интервью журналу «Эксперт" весной 2024 года Наталья Касперская отмечала, что несмотря на очень заметные успехи в замещении IT-решений западных компаний, ушедших из России после 2022 года, остаются большие пробелы в узкоспециализированном ПО (для полиграфии, медицины, авиации и др.) и в системном ПО (языках программирования, компиляторах и пр.), которые нужно будет срочно закрывать отечественными наработками.

### О России
С пионерских лет Касперская считала, что следует защищать родную страну, она изначально была настроена патриотично и сейчас уверена, что останется такой и в будущем. В 1991 году Наталья, как и окружающие, хотела изменить общество и в дни Августовского путча сама ходила на баррикады, но за этот эпизод своей жизни ей теперь стыдно: она осознала, что не на той стороне стояла, кроме того предосудительно отзывалась об участниках протестного движения 2011—2012 годов.
1990-е годы в России Касперская оценивает как окно возможностей, когда «всё было проще», в том числе и создание своего дела. При этом резкость тогдашних перемен, общая нестабильность страны и вызванные этим опасности, вплоть до убийств предпринимателей, приводили к тому, что люди опасались за будущее и уезжали из России.
Выступая на заседании комитета Госдумы по информационной политике в марте 2022 года, Наталья Касперская призвала государство к оказанию помощи IT-индустрии, указывая на отток кадров за рубеж. Она полагала, что «табуны айтишников», покинувших Россию весной 2022 года, «посидят-посидят и вернутся» и что их поведение «связано не с материальной составляющей, а с тонкой душевной организацией айтишников». «А в целом, я считаю, что очень хорошие возможности сейчас открываются и для отечественных компаний, надо не упустить эти возможности» - сформулировала она свою позицию.
В июне 2022 года Н. И. Касперская назвала санкции Евросоюза, введённые после российского нападения на Украину, «наказанием непричастных» (в связи с попаданием гендиректора «Яндекса» Аркадия Воложа в санкционный список)

### «Цифровая гигиена»
В 2021 году в соавторстве с И. С. Ашмановым издала книгу «Цифровая гигиена», посвященную таким проблемам информационной безопасности, как киберугрозы в Интернете, утечки персональных данных, фейки и достоверность информации в Интернете, представленность токсичного контента в Сети, манипуляции общественным сознанием при помощи социальных сетей и др. Делается вывод, что человеческий опыт, накопленный прошлыми поколениями, не защищает современного человека перед лицом современных угроз, связанных с новейшими технологиями, из-за чего без специального образования, он оказывается перед ними беззащитным.

## Награды
- Медаль ордена «За заслуги перед Отечеством» II степени (26 августа 2020 года) — за заслуги в становлении и развитии российского сегмента информационно-телекоммуникационной сети «Интернет»[91].
- Медаль Федеральной службы по техническому и экспортному контролю (ФСТЭК) России «За укрепление государственной системы защиты информации» I степени  (3 февраля 2021 года)[92].
- Национальная премия за вклад в борьбу против утечек конфиденциальной информации (8 июня 2022 года)[93].

## Рейтинги и премии
| Награда | Дата |
| --- | --- |
| «50 самых успешных российских женщин», список журнала «Финанс»                                                                           | 2005 |
| «Рейтинг российских миллиардеров» по версии журнала «Финанс»                                                                             | 177 место (2010) 257 место (2011) |
| «50 самых влиятельных деловых женщин России» по версии журнала «Финанс»                                                                  | 2 место (2010) |
| «Рейтинг высших руководителей» по версии газеты «Коммерсантъ» и Ассоциации менеджеров России, номинация «Информационные технологии»      | 3 место (2009) 2 место (2010) 4 место (2011) 1 место (2013) 1 место (2014) 4 место (2015) 5 место (2017) 1 место (2018) 3 место (2021) |
| «Топ-50 влиятельных деловых женщин России» по версии журнала «Компания»                                                                  | 3 место (2010) 1 место (2011) 25 место (2012) 2 место (2013) 15 место ( 2014) 26 место (2015)                                          |
| «Топ-25 самых успешных деловых женщин России» по версии Института политики и бизнеса                                                     | 1 место (2011) 3 место (2015) |
| «100 самых влиятельных женщин России» по версии радиостанции «Эхо Москвы»                                                                | 66 место (2012) 74 место (2013) 81 место (2014) 62 место (2015)                                                                        |
| «10 самых успешных деловых женщин России» по версии Института социально-экономической модернизации                                       | 5 место (2013) |
| «Самые влиятельные женщины России в области экономики» по версии телеканала «Россия 24»                                                  | 8 место (2013) |
| Премия Russian Business Leader of the Year 2012 от Horasis (Швейцария)                                                                   | 2013 |
| «Богатейшие женщины России» по версии журнала Forbes Woman                                                                               | 5 место (2013) 8 место (2014) 7 место (2015)                                                                                           |
| Премия Women in Technology Awards for Middle East and Africa 2014 в номинации «Лучший предприниматель в сфере информационных технологий» | 2014 |
| Топ-6 российских бизнес-леди по версии «Ленты.ру»                                                                                        | 3 место (2015) |
| Top-20 Women in Business in Northern Europe по версии Nordic Business Forum                                                              | 1 место (2015) |
| Рейтинг «30 самых вдохновляющих бизнес лидеров» по версии журнала Insights Success                                                       | 2017 |
| «Персона года 2016» в номинации IT/телеком бизнес-премии «Лучшие в России» при поддержке РСПП                                            | 2017 |
| Женщины года в отрасли ИТ - список CNews                                                                                                 | 3 место (2022) 2 место (2023) 3 место (2024)                                                                                           |